# Schizocuma calmani
Schizocuma calmani är en kräftdjursart som först beskrevs av Stebbing 1912.  Schizocuma calmani ingår i släktet Schizocuma och familjen Nannastacidae. Inga underarter finns listade i Catalogue of Life.